# Puente de Arganda
El Puente de Arganda es una estructura de hierro que conecta los términos municipales de Arganda del Rey y Rivas-Vaciamadrid, conservando su nombre histórico desde los primeros puentes que datan del siglo XIX. No ofrece su uso al tráfico desde 1964, siendo sustituido por uno de mayor tamaño que aguas abajo da servicio a la Carretera Nacional N III (Carretera de Madrid-Valencia). El puente ha sido un punto de conexión entre la ciudad de Madrid y las ciudades del Levante.
La denominación puente de Arganda ha correspondido a diversos puentes ubicados en la zona sobre el río Jarama. En el periodo 1818-1830 hubo una estructura de madera a modo de pasarela, en los 1843-1858 y 1862-1910 hubo una serie de puentes colgantes hasta que finalmente en 1910 se construye el actual.

## Historia
El incremento de mercancías hacia la capital procedente de Valencia y del Levante se incrementó desde el siglo XVIII. El cruce del Jarama se realizaba en el siglo XV en una especie de barcas propiedad conjunta entre el Rey y la villa de Arganda. La barca de Arganda, como así se llamaba, permitía el paso de personas y transporte. Realizando el paso a través de dos maromas que estaban unidas entre dos aportaderos ubicados a ambas orillas. En 1834 la propiedad de la barca de Arganda es compartida entre Madrid y Arganda del Rey. Pronto el empleo de este barco sería insuficiente para el servicio de transporte.

### Primer puente de madera
Se comienza a pensar en la posibilidad de construcción de un puente similar al Puente de la Reina en Aranjuez, finalmente se descarta. Lo costoso de la obra impide que se realice un proyecto de Juan de Villanueva, siendo finalmente los hermanos Francisco y José Díaz (ambos naturales de Villaseca de la Sagra) los promotores de la idea de un puente de madera construidos por ellos mismos a cambio de un cobro de pontonazgo durante tres lustros (pago de derechos por el paso del puente). La idea es aceptada por lo rentable que supone al municipio.
Aprovechando el menor curso del río en los meses de verano se construye la pasarela de madera. Se emplea en ello un tiempo de cuatro meses. En los estribos se coloca piedra extraída de las canteras de la localidad de Valhondo. El puente se pintó de color verde y poseía diez vanos. Este puente se inaugura el 22 de noviembre de 1818 en la casa del pontonazgo. El servicio del puente se establece con normalidad a partir de esta fecha, sin embargo las crecidas del río van socavando lentamente los terrenos de las dos orillas, en algunas zonas las maderas de soporte comienzan a pudrirse comprometiendo todo ello la estabilidad del puente. El 13 de abril de 1831 el puente se desploma y los contratistas,  los hermanos Francisco y José Díaz, no renuevan su compromiso. Se regresa al viejo sistema de transporte mediante barca que se mantiene durante una década.

### Periodo de Puentes Colgantes
Se encarga la construcción de un puente colgante al ingeniero de José María de Lerma que comienza en 1842 y finaliza las obras en 1843. Se inaugura el nuevo puente el 31 de octubre de 1843. El problema fundamental de la construcción de este puente fue la cimentación a lo largo del cauce. Existe un cuadro del pintor Jenaro Pérez Villamil (1850) describiendo estos puentes. El puente con 60 metros de luz y 7.40 metros de ancho se soporta sobre los cables suspendidos de soporte. El 1 de octubre de 1858 se hundió una pila de soporte y arrastró a una veintena de personas que lo cruzaban en ese momento.
Se intenta construir un puente nuevo de soportes de hierro, pero se desestima debido a su elevado coste y es por esta razón por lo que vuelve a sopesarse la idea de edificar otro puente colgante. El puente fue reconstruido por el ingeniero de la Jefatura de Obras Públicas de Huesca: Joaquín Pano Ruata derribándose de nuevo en 1866 por descalce de una pila. El mismo día que se realiza la prueba de carga en 1860 se hunde de nuevo. La obra de reparación del puente colgante es idea del ingeniero Eugenio Barrón y Avignon  que su dilatada experiencia en construcción de puentes de este estilo (uno de ellos es el primitivo viaducto de Segovia) permite abordar la obra con éxito. Puesto en funcionamiento en 1862. En 1887 se quiebra una vigueta y se desploma de nuevo el puente.

### El puente de Hierro

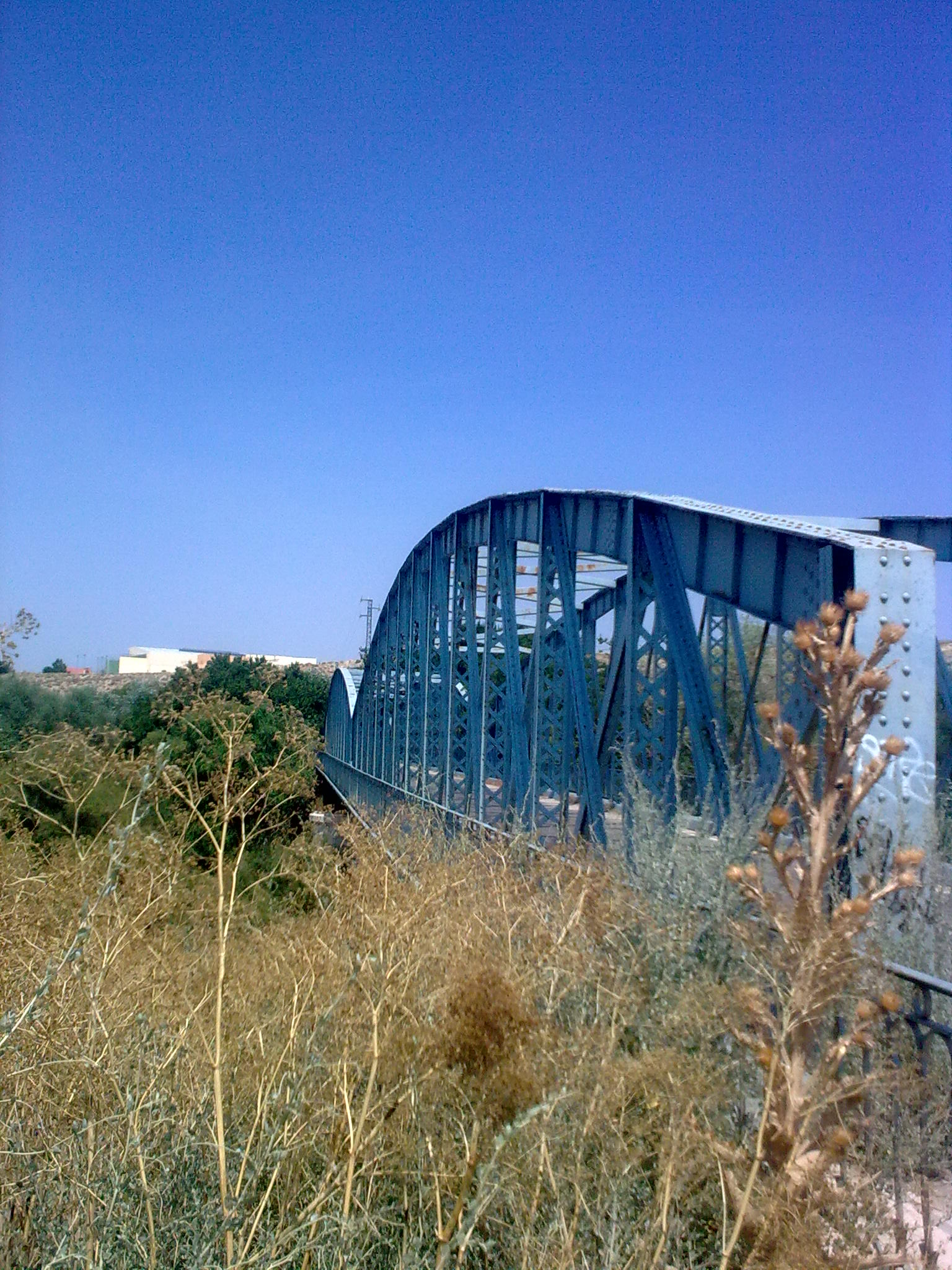
El puente de Arganda desde la carretera de Valencia.

A finales del siglo XIX se comienza a redactar un proyecto de puente de hierro por el Ingeniero Enrique Calleja datado en 1884. Este ingeniero es el que dirige las obras de la línea de ferrocarril a Arganda, inaugurada en junio de 1886. Este proyecto no se llega a ejecutar. La Dirección General de Obras Públicas saca a subasta pública la construcción del puente metálico en febrero de 1905. Se establece un periodo de ejecución de cuatro años y trescientas mil pesetas de contrata que recaen en Manuel Victoria de Lecea. Las obras iniciadas al poco tiempo de ser adjudicadas comienzan en el lecho del antiguo puente. Durante el periodo de las obras se habilita una pasarela temporal de madera. El 12 de diciembre de 1910 ya se realiza el paso por el nuevo puente de hierro.

### Guerra Civil y destrucción
El puente de hierro estuvo en servicio hasta la inauguración del cercano puente de hormigón en 1964, como parte de los trabajos de mejora de la Carretera de Valencia. Durante la Guerra Civil el puente quedó bajo el área controlada por la República. En diciembre de 1936 con motivo de la evacuación a Valencia de los contenidos del Museo del Prado en camiones, algunos de los cuadros de grandes dimensiones no pueden cruzar por el puente y tienen que apearse, siendo trasladados mediante rodillos a lo largo del puente (cubierto en su lado superior por el andamiaje propio del puente). La operación de paso a través del puente dura un par de horas. La aventura de la pinacoteca se ilustra en un documental titulado: Las cajas españolas (dirigida por Alberto Porlán).
Su posición funcional le convierte en todo momento de la defensa de Madrid como un objetivo militar de gran valor para ambos bandos. Tras el empate que supone la batalla de la Ciudad Universitaria el frente se traslada y tiene como objetivo cortar la comunicación de Madrid con Valencia tomando Alcalá de Henares, el movimiento de tropas hace que los días 6 y 7 de febrero de 1937 se concentren tropas asaltantes en las cercanías del puente. Este intento es rechazado por las Brigadas Internacionales (Batallón Garibaldi). Ernest Hemingway presencia esta batalla e inspira algunas de sus novelas. La batalla de Guadalajara sería un último intento posterior de cortar las comunicaciones de la capital.
El Puente de Arganda también figuró en el golpe de Estado del Coronel Segismundo Casado, jefe del Ejército del Centro, a principios de marzo de 1939. El golpe constituyó uno de los últimos actos de la guerra civil española. Fue apoyado por todas las fuerzas políticas moderadas de la zona republicana que abogaban por poner fin a la guerra civil ya que la consideraban completamente perdida, y entre las que se encontraban los socialistas "antinegrinistas" encabezados en Madrid por Julián Besteiro, los anarquistas y los republicanos de izquierda.
Durante el golpe, el campo "casadista" contó con la inesperada colaboración del ejército franquista que no atacó a las unidades del Ejército de Levante y del XVII Cuerpo de Reserva cuando cruzaron el puente de Arganda, enfilado por la artillería franquista, en su marcha hacia Madrid desde el este para acabar con el contragolpe comunista que pretendía acabar con el golpe de Casado. 
Debido a la cercanía del frente y la posición estratégica del puente en el transcurso de la batalla del Jarama la estructura queda seriamente dañada.

## Características
El puente se soporta en dos pilas de sillería de 1.25 metros de ancho. Estas pilas corresponden a las pilas que trabajaban en los primeros puentes colgantes que hubo en el lecho del puente a mediados del siglo XIX.  El puente está compuesto de tres tramos de vigas parabólicas.

## El puente en la cultura
El puente ha sido atractivo para numerosos autores que vivieron la guerra civil española,  cabe pensar que la defensa del Puente de Arganda fue importante en el transcurso de la Batalla del Jarama, su defensa se había convertido en un emblema. Siendo inspiración a Joris Ivens, con su "Earth of Spain" (“Tierra Española”) y Ernest Hemingway con su novela "Por quien doblan las campanas" (donde lo describe indirectamente como "fino, de metal, elevado y con aspecto de telaraña"). Fotógrafas y reporteros de guerra se inspiraron en el escenario del puente, tal es el caso de Gerda Taro.
Aparece el puente representado en varias ocasiones, una de las citadas es en el documental Las cajas españolas (dirigida por Alberto Porlán), donde se narra el paso del puente con las obras del Museo del Prado en dirección a Valencia durante la Guerra Civil. En 1998, el director de producción Fernando Victoria de Lecea de la película ambientada en la guerra civil “La hora de los valientes” que incluye una escena rodada en el Puente de Arganda.